# Capucinella fragilis
Capucinella fragilis är en kackerlacksart som beskrevs av Morgan Hebard 1929. Capucinella fragilis ingår i släktet Capucinella och familjen jättekackerlackor.
Artens utbredningsområde är Panama. Inga underarter finns listade.